# Александрийская православная церковь
Александри́йская правосла́вная це́рковь, или Александри́йский патриарха́т, официально: патриарха́т Александри́и и всей А́фрики (греч. Πατριαρχεῖον Ἀλεξανδρείας καὶ πάσης Ἀφρικῆς) — автокефальная поместная православная Церковь, занимающая 2-е место в диптихе автокефальных поместных церквей. Признанная территория юрисдикции (каноническая территория) — вся Африка (с прилегающими островами).
Будучи исторически одним из древних восточных (греческих) патриархатов, по преданию основанным апостолом Марком, с 1920-х годов ведёт активную миссионерскую деятельность среди населения тропической и экваториальной Африки.

## История

### Ранняя история
По преданию, основана около 42 года апостолом и евангелистом Марком (ум. в 63) в Александрии (Эллинистический Египет). Для основанной в Александрии церкви он поставил первого епископа Аниана. В Александрии евангелист завершил свой земной путь, претерпев мучения от толпы разъярённых поклонников Сераписа (в 62 или 68). Его тело было погребено христианами в церкви Вукола.
Становление Александрийской церкви в первые 2 столетия после рождества Христова проходило в противостоянии с разного рода культами и религиозными сектами многонациональной Александрии. Важную роль в борьбе с гностиками, иудаизмом и язычниками к концу II века в Александрии играли дидаскалы. Несколько поколений дидаскалов III—IV веков (Пантен, Климент, Ориген и др.) заложили основы Александрийской школы богословствования, ставшей одним из важнейших богословских центров христианского мира.
В 202 году император Септимий Север (193—211) посетил Палестину, после чего запретил под угрозой жестоких наказаний обращение в иудаизм и христианство. Гонения, прекратившиеся вскоре после его смерти, не достигли цели. Напротив, стойкость невинных мучеников подвигла к обращению в христианство многих александрийцев.
В течение первых трёх столетий было построено большое количество храмов и введён собственный чин литургии — литургия апостола Марка (александрийская).
В III веке в Александрийской церкви благодаря деятельности Антония Великого появилось монашество. Оно распространилось в Египте. К концу IV века его основными центрами стали Фиваида и Нитрия. Впоследствии опыт монашеской жизни распространился на территории Палестины, Сирии и других стран.
Официальным и литургическим языком Александрийской церкви был греческий. Большинство александрийских богословов также использовали греческий язык.
С середины III века Александрийский епископ носит почётный титул папы. Впервые его использовал Иракл Александрийский. До возвышения Константинополя Александрия была главным христианским центром на Востоке. С 451 года за Александрийским епископом утвердился титул патриарха. Александрийский патриархат стал третьим по значению после Рима и Константинополя.
Ко времени правления святителя Афанасия Александрийского относится знаменательное событие: около 330 года Александрийская Церковь простёрла свою юрисдикцию за пределы Римской империи — в Аксум, куда был поставлен епископом святой Фрументий. Позже христианство распространилось и в других, соседних с Египтом областях, в частности, в Нубии и Аравии. Возникшие автономные Церкви, Эфиопская и Аравийская, находились в канонической зависимости от престола апостола Марка. Возможно, что в VI веке в ведение Александрийского Патриархата были переданы области Северо-Западной Африки (Карфагенская Церковь) и Южной Испании, присоединённые к Византии при императоре Юстиниане I.

### Разделение Александрийской церкви после Халкидонского собора
Александрийская Церковь, имевшая свою богословскую школу, в разное время возглавлявшуюся великими Отцами Церкви, стала последовательной сторонницей монофизитской христологии. Отказ Александрийского патриарха Диоскора I (444—451) признавать диофизитское учение папы Римского Льва привело в 451 году к созыву Халкидонского собора, где по требованию папских легатов Диоскор был осуждён и низложен. Низложение патриарха Диоскора обезглавило александрийскую делегацию, однако, стало формальным поводом для отказа александрийцев подписываться под вероопределениями собора. При серьёзной оппозиции Александрийской церкви Халкидонскому собору, имперской властью в ней был поставлен патриарх-халкидонит Протерий. Он был свергнут восставшими александрийцами, как только город покинули имперские войска. На место Протерия был поставлен патриарх-антихалкидонит Тимофей II Элур, что привело к конфликту с константинопольскими властями и дало начало расколу единой Александрийской церкви на две параллельные церкви: нехалкидонитскую и халкидонитскую.
Пока во всей Византии не могли определиться с принятием или отвержением Халкидонского собора, разделение не имело национальных признаков. Императоры временами пытались силой насадить халкидонизм в Александрии, ссылая патриархов нехалкидонитов и ставя на их место халкидонитов, временами пытались примирить противоборствующие стороны, как это было при издании энотикона Зенона. Когда халкидонизм окончательно укрепился в империи, отношение к собору перешло из богословской плоскости в политическую, став индикатором лояльности императору ромеев. После этого в Александрийской церкви сформировалось халкидонитское ядро местной, относительно небольшой греческой диаспоры. Так сложилась основа для формирования этнически обособленных Александрийских церквей — греческой (халкидонской) и коптской (нехалкидонской).

### В период арабского господства и крестовых походов
Арабское завоевание Египта (638 год) положило конец соперничеству греческих (халкидонитских) и коптских (нехалкидонитских) пап двух Александрийских церквей. Александрийский Папа Кир умер ещё до капитуляции Александрии (весной 642 года), а избранный его преемником Петр IV покинул Египет вместе с византийской армией и скончался в Константинополе около 654 года. После него преемство греческих Александрийских патриархов прервалось более чем на 70 лет.
В 731 году при халифе Хишаме, достаточно благосклонно относившемся к немусульманам, православным Египта было позволено восстановить их кафедру Александрийского патриарха. Папа Косма, хотя и был в прошлом малограмотным ремесленником, сумел добиться у халифа возвращения многих церквей, перешедшим к коптам после ухода византийцев.
При халифе аль-Мутаваккиле (847—861) христианам пришлось пережить тяжёлое гонение. Были разрушены многие церкви, запрещалось совершать Богослужения и Таинства.
К X веку произошла арабизация православной общины Египта, у неё сложилась собственная арабоязычная литература, самыми яркими представителями которой были Патриарх Евтихий II и историк X—XI веков Яхья Антиохийский, первую половину жизни проведший в Египте. Этническое самосознание египетских мелькитов (халкидонитов) было весьма размыто, однако заметно, что они не отождествляли себя ни с ромеями-византийцами, ни тем более с арабами. Распространёнными самоназваниями этой общины были термины «христиане мелькитские», «мелькиты александрийские» и т. п., никакой более конкретной этнической идентификации они не знали. Большинство Александрийских Патриархов VIII — начала XI века происходили из земель, находившихся во владении халифата, и были слабо связаны с греко-византийской культурой.
С XI века начинается волна эллинизации Александрийской Церкви, укрепляются её связи с Византией. Патриархи, видимо греческого происхождения, часто посещали Константинополь, писали свои трактаты и проповеди на греческом языке (как Кирилл II на рубеже XI—XII веков).
Во время крестовых походов установились связи Александрийского папства с Римским. По просьбе Александрийского папы Николая I (ок. 1210—1218) Римский Папа Иннокентий III предпринял шаги для защиты христиан в Египте от преследований со стороны сарацин. Посланием Ex litteris quas от 29 апреля 1213 года Иннокентий III пригласил Николая I на IV Латеранский собор, на котором Александрийскую Церковь представлял патриарший делегат диакон Герман. Вскоре связи Александрийской церкви с Римом были прерваны, о чём свидетельствует возведение крестоносцами в 1219 году на Александрийский папский престол первого латинского патриарха Афанасия Клермонского. Впрочем, ни он, ни его преемники так и не смогли обосноваться на Александрийском папском престоле и стали носителями номинального почётного титула. Окончательно латинское Александрийское папство было упразднено в понтификат Папы Иоанна XXIII.
Тяжёлый упадок, который переживала Александрийская Церковь под мусульманским владычеством, обусловил крайнюю ограниченность исторических источников, позволяющих судить о её внутренней жизни, общественном устройстве и т. д. Известно, что численность православных в Египте была крайне незначительной и постоянно сокращалась. С 300 тыс. человек на момент арабского завоевания (около 5 % от всего количества египетских христиан) мелькитская община уменьшилась до 90—100 тысяч к началу XIII века и до нескольких тысяч к началу османской эпохи.
Многие Александрийские Патриархи XIII—XIV века происходили из греческой среды, долгие годы жили в Константинополе и почти не появлялись в Египте, но активно участвовали в церковной жизни Византии.
В 1439 году представитель Александрийского папы Филофея подписал Флорентийскую унию (Ферраро-Флорентийский собор).

### В период турецкого господства
В 1517 году Египет стал одной из провинций Османской империи. Резиденция патриарха Александрийского была перенесена в Константинополь, что способствовало окончательному закреплению в богослужебной практике Александрийской церкви византийской литургии. Александрийские патриархи в этот период жили зачастую также в Константинополе, принимая активное участие в местных делах, и бывая у себя на кафедре наездами. Александрийская патриархия фактически потеряла свою самостоятельность, попав в зависимость от патриарха Константинопольского, который совместно со своим Синодом и назначал Александрийских патриархов. Немногочисленной паствой управлял фактически сам патриарх. Поскольку большую часть православных в Египте составляли греки, то и духовенство Александрийской церкви было исключительно греческим.
В Оттоманской империи греческая Александрийская церковь во многом сохранила своё значение благодаря тому, что султаны наделяли всех подвластных им патриархов правами этнархов (лидеров нации). Посетивший в 1657 году Египет русский монах Арсений (Суханов) сообщал, что в Каире «постоянно живут 600 православных арабов и греков». Во всем Александрийском патриархате в XVI — начале XIX века было восемь храмов — в Каире, Александрии (в монастыре святого Саввы), Розетте и Дамиетте — и два монастыря: преподобного Саввы в Александрии и великомученика Георгия в Каире, где размещалась резиденция патриарха.
Александрийская церковь почти не имела собственных доходов в Египте и потому постоянно находилась в тяжёлом финансовом положении и жила только благодаря поддержке других Восточных патриархов и помощи православных государств, прежде всего, России. Контакты Александрийского патриархата с Россией и Русской церковью начались ещё во времена Ивана IV Грозного. Первым из Александрийских пап побывал в России патриарх Паисий, принимавший участие в Соборе 1666—1667 годов, низложившем патриарха Никона.
Во время восстания против наполеоновских оккупационных войск, занявших Египет в 1798 году, толпы мусульман громили христианские кварталы, убивая их жителей.

### Александрийская церковь в XIX веке
Положение христиан улучшилось лишь в период правления паши Египта Мухаммеда Али (1805—1848). Он взял курс на самостоятельность Египта, восстановил порядок в стране и, будучи человеком прагматичным, веротерпимым, заботясь о доходах казны и развитии промышленности, покровительствовал христианским общинам. Так, после начала греческой революции 1821 года, когда по всей Османской империи шли христианские погромы, Египет был единственным регионом, где власти сумели этого не допустить. Пользуясь предоставленными хедивом льготами, в Египет перебралось много семей греческих купцов. Переселялись в Египет также православные арабы из Сирии и Ливана. В 1830—1840-х годы наблюдатели оценивали численность православной общины Египта в 2-5 тысяч человек, включая проживающих в стране иностранных подданных. Большинство православных жили в Каире, Александрии и Дамиетте, незначительные общины существовали в Розетте (араб. Рашид) и Суэце.
Численный рост православного населения и его растущее благосостояние не могли не сказаться на положении Александрийской патриархии. Стали открываться школы, благотворительные учреждения. В 1856 году был освящён кафедральный Благовещенский собор в Александрии. К середине XIX века усилиями преуспевающих бизнесменов у греков были созданы общественные организации — общины и благотворительные учреждения. Эти общины были совершенно новым явлением в общественной жизни крупных городов, где на протяжении столетий единственной легитимной общественной организацией православного населения была Александрийская православная церковь, которая, несмотря на стеснённость в средствах, старалась выполнять не только чисто церковные, но и социальные функции, например, поддерживать бедных. С появлением общин, которыми руководили энергичные и социально активные люди, эта традиционная монополия Церкви была оспорена. Трения между Патриархией и общинами начались из-за соперничества за руководство благотворительными учреждениями. Окрепнув, общины стали претендовать и на участие в делах самой Патриархии. С ростом паствы и благосостояния Александрийской церкви усилилась её независимость от Константинопольской патриархии. При патриархе Иерофее II были учреждены несколько епископских кафедр, что позволяло самостоятельно поставлять епископов и избирать патриарха. В 1866 году патриарх Никанор был избран уже в Египте, а не в Константинополе.
При слабых наследниках Мухаммеда Али, во второй половине XIX века, Египет превратился в полуколонию европейских держав и был оккупирован британскими войсками в 1882 году. Строительство дорог, каналов, перерабатывающих предприятий, рост внешней торговли привели к наплыву из-за рубежа большого числа технических специалистов, торговцев и предпринимателей. Среди иммигрантов было много православных греков и сирийцев, заполнивших важные социальные ниши (бизнес, издательское дело, журналистика, образование). К началу XX века православная община (главным образом за счёт иммиграции) насчитывала уже около 100 тысяч человек (63 тысячи греков, остальные — арабы). Клир Александрийского патриархата на тот момент насчитывал (помимо Патриарха) два митрополита и 50 клириков.

### Александрийская церковь в XX и XXI веках
Реформатором церковной жизни в Александрийской церкви стал патриарх Фотий (1900—1925); при нём Александрийская церковь начала выпускать свои печатные издания, в том числе периодические. В начале XX века началась иммиграция малоазийских греков и православных арабов в Египет, в результате чего к 1930 году православные византийской традиции составляли в стране около 150 тысяч человек.
В 1925 году греческий архимандрит Никодим (Сарикас), проживавший в Моши, Танзания, крестил первых африканцев. Примерно в то же время в Уганде группа из нескольких человек во главе с Реубеном Мукасой Себанзой Спарасом в поисках истинной церкви решили познакомиться с православным учением. Их деятельность, вскоре распространившаяся и на Кению, послужила началом православной проповеди среди коренных народов Чёрной Африки.
Преемник Фотия патриарх Мелетий II составил правила самоуправления для Александрийской церкви и подал их на рассмотрение египетскому правительству, которое одобрило их. С этих пор Александрийский патриархат стал независимым и даже получил защиту государства. Патриарх Мелетий основал семинарию Святого Афанасия, упорядочил систему церковного судопроизводства и распространил юрисдикцию Александрийского патриархата на всю Африку, заменив в титуле Александрийского патриарха слова «всего Египта» на «всей Африки».
Митрополит Леондопольский Христофор II был избран на патриарший престол 21 июля 1939 года. После Второй мировой войны из-за эмиграции в другие страны (главным образом в Австралию) произошло сильное сокращение греческой паствы в Египте. Христофор II положил основание современной миссионерской деятельности православной церкви на африканском континенте. В 1946 году православные Уганды и Кении были приняты в полное каноническое общение с Патриаршим престолом, а в 1963 году церковная ассамблея в Кампале присоединила их к Александрийской церкви.
Вследствие деятельности повстанцев мау-мау в 1952 году британские колониальные власти в Кении объявили чрезвычайное положение. Православная церковь была запрещена, храмы и школы были закрыты, за исключением собора в Найроби, бывшего преимущественно греческим (православные африканцы сочувствовали восставшим, в то время как католики и протестанты поддерживали власти).
При патриархе Николае VI, в 1982 году, в Найроби открылась патриаршая семинария архиепископа Макария III, где обучаются будущие православные священники из многих стран Африки. Создание этого учебного заведения стало отправной точкой для стремительного роста количества православных христиан на востоке Африки.
В сентябре 1997 года были учреждены четыре новые епископии: Мадагаскарская (Антананариву), Нигерийская (Лагос), Ганская (Аккра) и Букобская (Танзания).
8 ноября 2019 года патриарх Александрийский и всей Африки Феодор II впервые помянул митрополита Епифания в качестве предстоятеля Православной церкви Украины (ПЦУ) во время литургии в Каире. В письме к членам Александрийской патриархии он написал:
После зрелого размышления и множественных молитв … и заботясь о единстве Православной Церкви, мы пришли к решению признать автокефалию Православной Церкви Украины и её предстоятеля Блаженнейшего Епифания, ибо пришло время.

В тот же день заместитель председателя отдела внешних церковных связей Московского патриархата протоиерей Николай Балашов заявил, что «поминовение имени Александрийского патриарха не сможет продолжаться при совершении патриарших богослужений в Русской православной церкви», а в УПЦ МП назвали решение Александрийского патриарха предательством. 26 декабря 2019 года Священный синод Русской православной церкви подтвердил «невозможность поминовения имени Патриарха Александрийского Феодора в диптихах, а также молитвенного и евхаристического общения с ним», но постановил сохранить церковное общение с архиереями Александрийской православной церкви, кроме тех, которые поддержали или в будущем поддержат ПЦУ. В ноябре 2019 года патриарх Московский и всея Руси Кирилл приостановил работу Александрийского подворья в Москве; а с 27 декабря 2019 года подворье Московского патриархата в Каире было выдворено из храма Димитрия Солунского в каирском районе Зейтун.
29 декабря 2021 года Синод РПЦ принял «в юрисдикцию Русской Православной Церкви 102 клирика Александрийского Патриархата из восьми стран Африки, согласно поданным прошениям» и учредил свой экзархат на территории Африки. Решение руководства РПЦ о создании своей структуры в пределах юрисдикции Александрийского патриархата было осуждено последним.

## Современное состояние
Согласно митрополиту Илариону (Алфееву), по состоянию на 2018 год Александрийская православная церковь насчитывала около 1 млн верующих.
Однако как отмечал священник Георгий Максимов в 2025 году, трудноопределимым является количество православных всего в Африке или количество последователей АПЦ до создания Экзархата в 2021 году. Он называл имеющиеся в литературе цифры в 2,9, 1,3 или 1 миллионов недостоверными, так как, по его мнению, за ними стоят высказывания иерархов АПЦ с личными предположениями». Однако какие-то выводы, по его мнению, о численности последователей АПЦ сделать можно. Например, подавляющая часть духовенства, приходов и мирян АПЦ находится в Кении. Согласно проведённой там всеобщей переписи населения в 2019 году 201 263 человека указали себя как православных христиан. Не все из них — члены АПЦ. В это число входят и последователи Коптской церкви, ведущей активную миссию среди кенийцев, и члены Эфиопской и Эритрейской церквей, также представленных в стране. Входят в него и члены многочисленных неканонических православных групп. При переписи не делалось различие между всеми ними. Максимов допускал, что за их вычетом общее количество приверженцев АПЦ в Кении может составлять 150 000 или даже менее. К этому числу он прибавил примерно 100 тысяч греков живущих по всей Африке и пришёл к выводу: «сложив эти данные — по кенийцам как самой большой пастве АПЦ и греческой диаспоре, можно прийти к выводу, что цифра в 300 000 членов кажется более реалистичной, чем прочие, хотя, вполне вероятно, что и она завышена».
Богослужение совершается на греческом, арабском и местных языках. В частности, в Кении основной литургический язык — суахили. В африканских епархиях ведутся работы по переводу богослужения и на другие местные языки.
Высшая власть в Александрийской православной церкви принадлежит Священному синоду под председательством патриарха, в состав которого входят как епархиальные, так и титулярные митрополиты. Священный синод избирает предстоятеля Александрийской церкви — патриарха. Органами административного управления патриархата являются находящиеся в подчинении патриарха и Синода синодальные комиссии, в том числе каноническая, юридическая, финансовая, ревизионная, по миссионерской деятельности, по межправославным и межхристианским вопросам, по общественным связям патриархии, по печати.
В Александрийской церкви служат в основном литургию. Практика исповеди практически отсутствует.

### Епархии Александрийского патриархата
- Александрийская архиепископия. Кафедра: Александрия и Каир (Египет).
- Аккрская митрополия. Кафедра: Аккра (Гана, Буркина-Фасо, Мали, Кот-д'Ивуар).
- Аксумская митрополия. Кафедра: Аддис-Абеба (Эфиопия, Эритрея, Джибути, Сомали).
- Арушская и Центрально-Танзанийская епархия. Кафедра: Иринга (Танзания)
- Браззавильская и Габонская митрополия. Кафедра: Браззавиль (Республика Конго, Габон).
- Бурундийская и Руандская епархия. Кафедра: Бужумбура (Бурунди, Руанда).
- Габоронская и Ботсванская митрополия. Кафедра: Габороне (Ботсвана).
- Гермопольская митрополия (арабоговорящих христиан Египта). Кафедра: Танта (Египет).
- Гвинейская митрополия. Кафедра: Фритаун (Сьерра-Леоне, Либерия, Гвинея, Гвинея-Бисау, Гамбия, Сенегал).
- Гулуская и Восточно-Угандийская епархия. Кафедра: Гулу (восточная Уганда).
- Замбийская митрополия. Кафедра: Лусака (Замбия).
- Зимбабвийская и Ангольская митрополия. Кафедра: Хараре (Зимбабве, Ангола).
- Илиопольская.
- Иринопольская митрополия. Кафедра: Дар-эс-Салам (восточная Танзания и Сейшелы).
- Йоханнесбургская и Преторийская митрополия. Кафедра: Йоханнесбург (Северо-Западная провинция, Гаутенг, Мпумаланга, Лимпопо в ЮАР).
- Камерунская митрополия. Кафедра: Яунде (Камерун, Чад, ЦАР, Экваториальная Гвинея, Сан-Томе и Принсипи).
- Кампальская и Угандская митрополия. Кафедра: Кампала (Уганда).
- Карфагенская митрополия. Кафедра: Тунис (Тунис, Алжир, Мавритания, Марокко).
- Катангская митрополия. Кафедра: Лубумбаши (западная Танзания, Верхнее Ломами, Луалаба, Верхняя Катанга в ДР Конго).
- Киншасская митрополия. Кафедра: Киншаса (ДР Конго; частично).
- Киринская митрополия. (Египет).
- Кисумская и Западной Кении епархия. Кафедра: Кисуму (Кения).
- Леонтопольская митрополия. Кафедра: Исмаилия (Исмаилия, Суэц, Шаркия в Египте).
- Мадагаскарская митрополия. Кафедра: Антананариву (Мадагаскар, Маврикий, Реюньон, Коморские Острова).
- Малавийская епархия. Кафедра: Блантайр (Малави).
- Мванзская митрополия. Кафедра: Букоба (запад Танзании).
- Мемфисская митрополия. Кафедра: Гелиополь-Каир (Египет).
- Мозамбикская епархия. Кафедра: Мапуту (Мозамбик).
- Митрополия Мыса Доброй Надежды. Кафедра: Кейптаун (Западно-Капская, Северо-Капская, Восточно-Капская провинции, Квазулу-Натал, Фри-Стейт в ЮАР, Намибия, Свазиленд, Лесото).
- Найробская митрополия. Кафедра: Найроби (Кения; частично).
- Нигерийская митрополия. Кафедра: Лагос (Нигерия, Нигер, Бенин, Того).
- Нилопольская митрополия. (Египет).
- Нубийская митрополия. Кафедра: Хартум (Судан).
- Ньерийская и Кенийских Гор епархия.
- Пилусийская митрополия. Кафедра: Порт-Саид (Порт-Саид, Думьят, Дакахлия, Кантара в Египте).
- Птолемаидская митрополия. Кафедра: Эль-Минья (Верхний Египет, Луксор, Минья, Эль-Файюм, Асьют, Бени-Суэйф в Египте).
- Триполийская митрополия. Кафедра: Триполи (Ливия, Матрух).
- Тулиарская и Южно-Мадагаскарская епархия. Кафедра: Тулиара (Мадагаскар).

### Комментарии
1. ↑  В 1443 году три патриарха, в том числе и Александрийский Филофей, на патриаршем соборе в Иерусалиме подписали акт, в которой уния была названа «мерзкой» (μιαρά).
2. ↑  РПЦ последовательно разрывает отношения с предстоятелями Православных церквей, которые признаю́т автокефалию ПЦУ

### Сноски
1. ↑  Хулап В. Ф. Реформа календаря и пасхалии: история и современность. Архивная копия от 1 мая 2013 на Wayback Machine
2. ↑  Максимов, 2025, с. 118.
3. 1 2  Максимов, 2025, с. 117.
4. 1 2  Митрополит Иларион (Алфеев), протоиерей Олег Корытко, протоиерей Валентин Васечко. История религий. Архивная копия от 17 августа 2021 на Wayback Machine — 2018. — С. 244.
5. 1 2 3 4 5 6 7 8 9 10 11 12 13 14 15 16 17 18 19 20 21 22 23  Православная энциклопедия, 2000.
6. ↑  Николай Тальберг. История Церкви. Архивная копия от 31 июля 2021 на Wayback Machine, стр. 10
7. 1 2 3  Католическая энциклопедия, Том 1, 2002. — С. 161.
8. ↑  Александрийская Православная Церковь. Архивная копия от 13 октября 2007 на Wayback Machine на официальном сайте Московского Патриархата
9. ↑  История Александрийской Православной Церкви. Pravoslavie.ru. Архивировано 15 июля 2010 года.
10. ↑  Католическая энциклопедия, Том 1, 2002. — С. 162.
11. 1 2  Петрунина О. Е. Иван Михайлович Лекс и его время // Румыния и Египет в 1860—1870-е гг. Письма российского дипломата И. И. Лекса к Н. П. Игнатьеву. — М.: Индрик, 2016. — 296 с.
12. 1 2 3  Католическая энциклопедия, Том 1, 2002. — С. 163.
13. 1 2  О. Е. Петрунина, К. А. Вах. Слабоумие Александрийского патриарха Никанора (1866—1869): правда или вымысел? // Каптеревские чтения : Сборник статей. — М.: ИВИ РАН, 2014. — Вып. 12. — С. 82—97. Архивировано 1 августа 2021 года.
14. ↑  Православная Кения. Жизнь без чипов. Богоявленский кафедральный собор в Елохове. Официальный сайт (20 августа 2015). Дата обращения: 16 февраля 2023. Архивировано 16 февраля 2023 года.
15. ↑  О. В. Л. Кампальская митрополия // Православная энциклопедия. — М., 2012. — Т. XXX : Каменец-Подольская епархия — Каракал. — С. 75—76. — 39 000 экз. — ISBN 978-5-89572-031-8.
16. ↑  Католическая энциклопедия, Том 1, 2002. — С. 163—164.
17. ↑  Православная Патриаршая семинария в Найроби. Архивная копия от 21 июня 2021 на Wayback Machine. Православие.ru.
18. ↑  Александрийская православная церковь внесла Епифания Думенко в диптих. РИА Новости (8 ноября 2019). Дата обращения: 8 ноября 2019. Архивировано 12 ноября 2019 года.
19. 1 2  Александрийский патриархат признал автокефалию Православной церкви Украины. BBC News Русская служба (8 ноября 2019). Дата обращения: 8 ноября 2019. Архивировано 9 ноября 2019 года.
20. ↑  Письмо Александрийского Феодора к архиереям за признание Украины. Архивная копия от 25 октября 2020 на Wayback Machine. orthodoxia.info, 8.11.2019 (греч.)
21. ↑  «Бо прийшов час»: Александрійський патріархат визнав ПЦУ. Архивная копия от 10 ноября 2019 на Wayback Machine. zbruc.eu, 8.11.2019.
22. ↑  РПЦ прекратит поминовение Александрийского патриарха из-за его поддержки ПЦУ. Архивная копия от 27 декабря 2019 на Wayback Machine. Интерфакс, 8.11.2019
23. ↑  В УПЦ назвали предательством решение Александрийского патриарха поминать Епифания. Архивная копия от 1 августа 2021 на Wayback Machine. Интерфакс, 08.11.2019.
24. ↑  ЖУРНАЛЫ заседания Священного Синода от 26 декабря 2019 года. Архивная копия от 27 декабря 2019 на Wayback Machine. — Журнал № 151. Патриархия.ru, 26 декабря 2019.
25. ↑  В Москве приостановлена работа подворья Александрийского патриархата. Интерфакс-Религия (25 ноября 2019). Дата обращения: 25 ноября 2019. Архивировано 2 декабря 2019 года.
26. ↑  Богослужение в Каире. rusmissionafrica.com (27 ноября 2019). Дата обращения: 5 января 2022. Архивировано из оригинала 28 декабря 2019 года.
27. ↑  ЖУРНАЛЫ Священного Синода от 29 декабря 2021 года (журнал № 100). Официальный сайт Русской православной церкви (29 декабря 2021). Дата обращения: 29 декабря 2021. Архивировано 29 декабря 2021 года.
28. ↑  Стенько А. И. Духовное присутствие Русской Православной Церкви в Африке: текущая ситуация, актуальные риски и потенциальные угрозы (рус.) // Мировая политика : журнал. — 2023. — Февраль. — С. 74-83.
29. ↑  ANNOUNCEMENT- 30.12.21. Дата обращения: 3 января 2022. Архивировано 1 января 2022 года.
30. ↑  Александрийский патриархат раскритиковал вмешательство РПЦ в Африке. Deutsche Welle (2 января 2022). Дата обращения: 3 января 2022. Архивировано 3 января 2022 года.
31. ↑  Максимов, 2025, с. 115—116.
32. ↑  Максимов, 2025, с. 116.
33. 1 2  Прот. Владислав Цыпин. Высшее управление Поместной церкви // Православная энциклопедия. — М., 2005. — Т. X : Второзаконие — Георгий. — С. 85—104. — 39 000 экз. — ISBN 5-89572-016-1.
34. ↑  В храме Всех святых на Кулишках состоялось богослужение на французском языке. Экзархат Африки (6 марта 2023). Дата обращения: 6 марта 2023. Архивировано 6 марта 2023 года.